# Chiesa di Sant'Antonio da Padova (Belpasso)
La chiesa di Sant'Antonio da Padova è un edificio religioso di Belpasso, amministrato dalla parrocchia Cristo Re (quartiere Purgatorio). Per le sue particolari caratteristiche è stato set cinematografico di diverse serie televisive, come, ad esempio, Squadra antimafia.

## Storia
Insieme al convento adiacente, venne edificata nella nuova Belpasso con l'arrivo dei Frati Minori Osservanti di San Francesco d'Assisi.
I lavori, iniziati intorno al 1730, vennero ultimati nel 1779, e le date sono testimoniate da un'epigrafe posta alla base di un capitello collocato nel chiostro.
Nel 1863 il Convento venne ceduto al comune e l'edificio è sede degli uffici comunali.

## Descrizione
La chiesa ad unica navata con due arcate cieche per lato e volta a botte, contiene diverse opere d'arte di un certo valore, tra le quali 5 tele, 2 statue lignee, 2 acquasantiere a muro, 1 crocifisso ligneo, 1 cassettone da sacrestia, 1 lavabo da sacrestia, 5 altari marmorei, 1 pulpito, 1 palco di cantoria e affreschi.

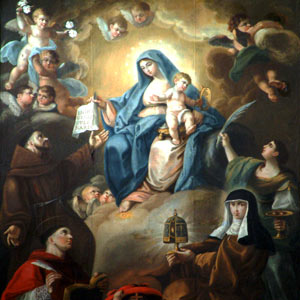
Part. della Pala d'altare della chiesa del convento realizzata da Giuseppe Zacco nel 1805

Sulla parete di fondo del presbiterio si può ammirare l'elegante ancona architettonica lignea di ottima fattura realizzata alla fine del XVIII secolo, un telaio con colonne di ordine corinzio su piedistalli, presenta una trabeazione con fregio decorato da motivi a greca, ovoli e fogliette, sormontato da frontone interrotto e concluso da edicola architettonica decorata da fronde e motivi a ricaille.

Inserita nell'ancona lignea è la pala d'altare che raffigura la "Madonna con Bambino tra Santi nell'atto di porgere l'indulgenza plenaria  a S. Francesco d'Assisi". Il dipinto di buona fattura, è stato eseguito dal  pittore Giuseppe Zacco, nel 1805.
Dietro l'altare maggiore si accede alla sacrestia, dove si conservano tre tele di ottima fattura, raffiguranti "Sant'Antonio da Padova", la "Vergine Addolorata" e "L'ultima cena": le prime due sono di autore ignoto, la terza, datata 1771, è in cattivo stato di conservazione.

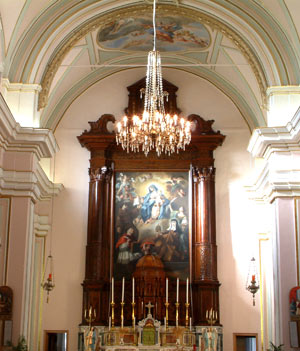
Altare della chiesa del Convento di Belpasso

Tra gli arredi sacri  marmorei destano particolare interesse i quattro altari a blocco in marmi policromi scolpiti e intarsiati, di fine Settecento, mentre l'altare maggiore ligneo originale è stato perduto ed è stato sostituito nel 1968 da un altro in marmo, nel quale è stato reimpiegato un paliotto della seconda metà del Settecento. Sopra gli altari sono collocate tre statue lignee, rispettivamente "Sant'Antonio da Padova", "San Pasquale Baylon" e l'"Immacolata", la più antica, databile tra la fine del Settecento e gli inizi dell'Ottocento.

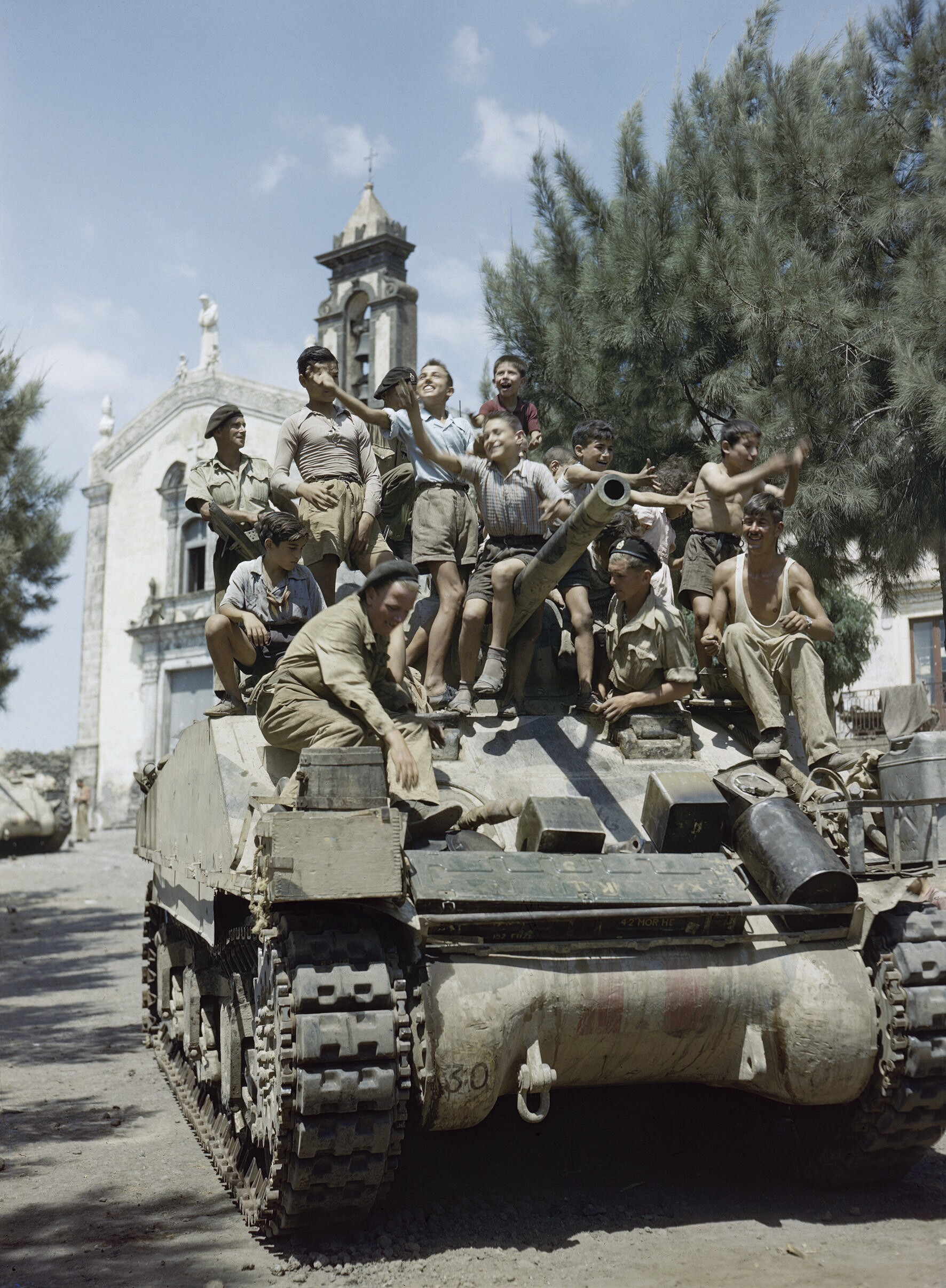
Storica foto dell'ingresso delle truppe alleate a Belpasso nell'Agosto 1943, con la chiesa sullo sfondo.

L'intradosso della volta è decorato da tre affreschi, opere del pittore acese Michele Vecchio, allievo di Alessandro Vasta  della seconda metà del XVIII secolo. 
Il primo raffigura l'"Estasi di S. Francesco d'Assisi", il secondo raffigura "San Giovanni evangelista a Patos", mentre il terzo è un'"Incoronazione della Vergine".
Infine all'esterno la chiesa presenta un elegantissimo portale in pietra lavica settecentesco, con la torre campanaria merlata.